# Hrvatski ragbijski kup 2007.
Rezultati hrvatskog kupa u ragbiju za sezonu 2007/08.:
Kup se igrao usporedno sa sezonom 2007/08.; natjecanja se završavaju unutar 2007. godine.

## Rezultati
- 3. studeni

- poluzavršnica

Makarska, 17. studeni 2007.:

Makarska rivijera - Nada 7:20 (0:8)

Zagreb, 17. studeni 2007.:

Zagreb - Vilani 95:0 
- završnica

Split, 1. prosinca 2007.:

Nada - Zagreb 35:10 (19:10)
Splitska "Nada" je osvajač hrvatskog kupa za 2007.